# Detainment
Detainment är en irländsk kortfilm från 2018 om mordet på James Bulger i februari 1993. Filmen är skriven och regisserad av Vincent Lambe. Detainment nominerades till Best Live Action Short Film på den 91:a upplagan av Oscarsgalan.

## Rollista
- Ely Solan som Jon Venables
- Leon Hughes som Robert Thompson
- Will O'Conell som Detektiv Dale
- David Ryan som Detektiv Scott
- Tara Breathnach som Susan Venables
- Killian Sheridan som Neil Venables